# Кулькова, Нилия Петровна
Нилия Петровна Кулькова (род. 1 декабря 1935, Белгородская область), в девичестве Беседина — советская легкоатлетка, специалистка по барьерному бегу. Выступала за сборную СССР по лёгкой атлетике в 1950-х и 1960-х годах, победительница и призёрка первенств всесоюзного значения, участница летних Олимпийских игр в Мельбурне. Представляла Ленинград и физкультурно-спортивное общество «Динамо». Мастер спорта СССР (1956).

## Биография
Родилась 1 декабря 1935 года в Белгородской области.
Занималась лёгкой атлетикой в Ленинграде, выступала за всесоюзное физкультурно-спортивное общество «Динамо».
Впервые заявила о себе на всесоюзном уровне в сезоне 1956 года, когда на чемпионате страны в рамках Первой летней Спартакиады народов СССР в Москве выиграла бронзовую медаль в программе пятиборья. Благодаря череде удачных выступлений удостоилась права защищать честь Советского Союза на летних Олимпийских играх в Мельбурне — здесь в беге на 80 метров с барьерами не смогла пройти дальше предварительного квалификационного этапа.
В 1961 году на чемпионате СССР в Тбилиси уже под фамилией Кулькова получила серебро в 80-метровом барьерном беге и в эстафете 4 × 200 метров.
На чемпионате СССР 1962 года в Москве стала серебряной призёркой в барьерном беге на 80 и 100 метров.
В 1963 году выиграла барьерный бег в матчевой встрече со сборной США в Москве, также одержала победу на III летней Спартакиаде народов СССР в Москве — в беге на 80 и 100 метров с барьерами.
На чемпионате СССР 1966 года в Днепропетровске добавила в послужной список две награды бронзового достоинства, выигранные в барьерном беге на 80 и 100 метров.
Окончила Государственный институт физической культуры имени П. Ф. Лесгафта. Мастер спорта СССР.